# Deep Creek (Maribyrnong River)
Der Deep Creek ist ein Bach im Süden des australischen Bundesstaates Victoria und ein Quellfluss des Maribyrnong River.

## Verlauf
Er entspringt an den nordöstlichen Hängen des Mount Macedon nördlich von Melbourne und nimmt auch Zuflüsse von den Südhängen der Cobaw Range auf. Beide Gebirge gehören zur Great Dividing Range.
Der Deep Creek fließt in südliche Richtung und vereinigt sich mit dem Jackson Creek zum Maribyrnong River. In seinem Oberlauf fließt er nach Osten in das breite, flache Tal von Lancefield, um seinen Lauf dann nach Süden durch das tiefere, engere Tal fortzusetzen, von dem sein Name abgeleitet ist. Dann fließt der Bach nochmals einige Kilometer nach Osten, um bei Darraweit Guim wieder die südliche Richtung einzuschlagen. Bei Bulla vereinigt er sich dann mit dem Jacksons Creek. Das tiefe und relativ schmale Tal, das der Bach in die Basalthochfläche eingegraben hat, zeigt sich in Orten wie Darraweit Guim, Konagaderra und Bulla besonders schön.
Der Bach ist nicht reguliert, sodass sein Wasserstand jahreszeitlich stark variiert. In den letzten Jahren führt der Deep Creek nur in der feuchten Jahreszeit durchgehend Wasser, nur an einigen Stellen gibt es das ganze Jahr über Wasser. Diese Pools sind in der Umgegend sehr beliebt zum Schwimmen.

### Nebenflüsse
Die Nebenflüsse des Deep Creek sind stromaufwärts geordnet
- Emu Creek
- Konagaderra Creek
- Boyd Creek
- Five Mile Creek
- Long Gully Creek
- Dry Creek
- Monument Creek
- Garden Hut Creek

### Bachquerungen
Brücken und andere Bachquerungen (stromaufwärts geordnet, Auswahl) sind
- Bulla Bridge; zurzeit eine Steinbrücke mit vier Bögen, erbaut 1869, ersetzte eine frühere Holzbrücke
- Wildwood Road
- Konagaderra Road
- McCabes Bridge (Stockdale Road)
- Darraweit Valley Road
- Chintin Road
- Gallaghers Ford (Joyces Road)
- Dalys Bridge (Straße Woodend – Wallan)
- Sheehans Crossing bridge (Sheehans Road)
- Forbes Bridge (Forbes Road)
- Doggetts Bridge (Straße Lancefield – Kilmore)
- Musteys Bridge (Straße Lancefield – Tooborac)
- Linehans Bridge (Baynton Road) (wurde in den 1990er-Jahren durch einen niedrigen Damm ersetzt; die alte Brücke wurde geschlossen und abgerissen)
- Twin  Bridges (Straße Kyneton – Lancefield)
- White Bridge (Whitebridge Road)

## Etymologie und wechselnde Namen
Der Bach galt ursprünglich als Teil des Maribyrnong River und wurde daher auch 'Saltwater River', 'Upper Maribyrnong River', 'Maribyrnong Creek', 'Maribyrnong River East Branch' oder 'Maribyrnong River Left Branch' genannt. Ein weiterer Name ist 'Darraweit Guim', der Name einer Kleinstadt am Bach. Der heutige Name 'Deep Creek' könnte sich auf das tiefe Tal, das der Wasserlauf in die Hochebene nördlich von Melbourne eingegraben hat, oder auf die tiefen Pools im Bachbett beziehen.